# James Hogan
James Hogan (Reino Unido, 28 de mayo de 1933-10 de enero de 2015) fue un atleta británico especializado en la prueba de maratón, en la que consiguió ser campeón europeo en 1966.

## Carrera deportiva
En el Campeonato Europeo de Atletismo de 1966 ganó la medalla de oro en la carrera de maratón, recorriendo los 42,195 km en un tiempo de 2:20:04 segundos, llegando a meta por delante del belga Aurèle Vandendriessche y del húngaro Gyula Tóth (bronce con 2:22:02 segundos).